# Ken Jäger
Ken Jäger, född 30 maj 1998 i Schweiz, är en schweizisk professionell ishockeyspelare som spelar för Lausanne HC i NLA. Jäger har även representerat det Schweiziska landslaget i U20 matcher men även för landets A-lag.